# La Salamandre (film, 1981)
Pour les articles homonymes, voir La Salamandre.
La Salamandre (The Salamander) est un film anglais de Peter Zinner, sorti sur les écrans en 1981.

## Fiche technique
- Titre : La Salamandre
- Titre original : The Salamander
- Réalisateur : Peter Zinner
- Scénario : Robert Katz, d'après le roman de Morris West
- Photographie : Marcello Gatti
- Musique : Jerry Goldsmith
- Pays d'origine : Royaume-Uni
- Durée : 96 minutes
- Date de sortie : 1981

## Distribution
- Franco Nero (VF : Jacques Frantz) : Colonel Dante Matucci
- Anthony Quinn (VF : Henry Djanik) : Bruno Manzini
- Martin Balsam (VF : Albert Médina) : Capitaine Stefanelli
- Sybil Danning (VF : Béatrice Agenin) : Lili Anders
- Christopher Lee (VF : Jean-Pierre Delage) : Prince Baldassare
- Cleavon Little (VF : Med Hondo) : Major Carl Malinowsky
- Eli Wallach (VF : Jacques Marin) : Général Leporello
- Claudia Cardinale : Elena Leporello
- Paul L. Smith (VF : Michel Vocoret) : le chirurgien
- John Steiner : Roditi
- Renzo Palmer : Girgione
- Anita Strindberg : Princesse Faubiani
- Massimo Ciprari ; le tueur
- Andrea Esterhazy : le ministre de la Défense
- Marino Masè : Capitaine Rigoli
- Jacques Herlin : Woodpecker